# Eberron
 (juin 2016).
Si vous disposez d'ouvrages ou d'articles de référence ou si vous connaissez des sites web de qualité traitant du thème abordé ici, merci de compléter l'article en donnant les références utiles à sa vérifiabilité et en les liant à la section « Notes et références ».
Eberron ou Éberron est un univers de Donjons et Dragons créé par Keith Baker en 2002 lors d'une campagne de l'éditeur visant à créer un nouvel univers qui viendrait supplémenter Les Royaumes oubliés. Eberron se définit avant tout comme un univers de dark fantasy et de cape et d'épée.

## Description de l'univers de fiction

### Histoire
Le monde d'Eberron a traversé plusieurs ères.

#### L'ère des dragons
L'ère des dragons est une époque lointaine et mystique. On pense que c'est l'époque où les trois dragons progéniteurs, Sybérys, Khyber et Eberron, ont créé ou découvert la Prophétie et se sont battus pour sa domination. Ils ont fini par former le monde que nous connaissons : Sybérys est devenu l'anneau entourant la planète, Eberron sa surface, et Khyber ses profondeurs. Les trois ont ensuite créé les êtres vivants.

#### L'ère des démons
L'ère des démons est un ancien âge qui commence par le jaillissement de nombreux démons, parmi lesquels les rakshasas et les guenaudes nocturnes, hors de Khyber. Les dragons combattent les démons jusqu'à ce que la plupart des couatls se sacrifient pour sceller les démons les plus puissants dans Khyber. Les dragons se retirent en Argonesse pour étudier la Prophétie.

#### L'ère des géants
Les géants sont les premiers mortels à fonder une civilisation, sur le continent de Xen'drik. Ils élèvent les elfes et les drows pour qu'ils leur servent de serviteurs. Les dragons enseignent la magie aux géants qui la transmettent aux elfes. Mais la civilisation des géants est détruite par l'attaque des quoris, des créatures venant du monde des rêves. Les elfes, désormais libres, fuient vers l'Aërénal tandis que les drows restent sur Xen'drik.

#### L'ère des monstres
Sur le continent de Khorvaire se dressent deux civilisations : l'Empire Dhakaani réunit les gobelinoïdes et domine l'essentiel de Khorvaire. La partie la plus occidentale du continent abrite des nations orques qui découvrent le druidisme. 
Pendant ce temps, les elfes d'Aërénal fondent une colonie sur la péninsule de Valénar mais l'abandonnent à cause des guerres qu'ils vivent avec les dragons.
L'empire Dhakaani finit par s'effondrer quand un nouveau peuple d'outre-plan, les Daelkyrs, attaquent.

#### L'ère contemporaine
L'époque contemporaine commence avec l'arrivée des humains sur Khorvaire. Ceux-ci viennent de Sarlonie. À peu près au même moment, les dracogrammes commencent à apparaître chez les mortels. Les premiers royaumes humains se forment puis sont unifiés par Galifar, roi du Karrnath. De son vivant, ses cinq enfants dirigent chacun une partie du royaume ; ces cinq royaumes prennent le nom de ces enfants : Cyre, Karrn, Thrane, Aundair, et Brey. Le royaume de Galifar dure presque mille ans, mais il finit par se désagréger en raison d'un conflit de succession, la Dernière Guerre, qui dure une centaine d'années. La guerre voit se développer de nouvelles techniques magiques, comme la fabrication de forgeliers ou d'aéronefs. La destruction mystérieuse du royaume de Cyre pousse les belligérants à signer la paix de Fort-Trône, reconnaissant ainsi l'existence d'une quinzaine de nouvelles nations. Les différentes nations du Khrovaire, dont les quatre survivants des « Cinq Royaumes » originels, commencent à panser les blessures dues à la guerre alors que les Maisons à Dracogrammes développent leur influence et que certains préparent des plans en vue de guerres futures pour reformer l'ancien Galifar.

### Géographie

#### Khorvaire
Le continent principal se nomme Khorvaire et est connu pour une de ses villes gigantesques : Sharn, la Cité des Tours. C'est le principal terrain de jeu des joueurs, notamment en début de partie. Il est divisé en 16 territoires distincts, ayant chacun leurs particularités :
- L'Aundair est une des cinq nations originelles, c'est un grand pays cultivé, riche en agriculture et en magiciens ;
- les Bastions de Mror sont l'unique nation naine de Khorvaire ; elle a obtenu son indépendance de Karrnath après la guerre ; ils sont divisés en de nombreux clans ;
- la Brélande est une des cinq nations originelles et le pays le plus riche et avancé technologiquement ; il est dirigé par une monarchie parlementaire (contrairement aux monarchies absolues de la plupart des autres pays), mais certains rebelles essaient de mettre en place une république ; Sharn, la plus grande cité de Khorvaire, se trouve dans le Brélande, mais ce n'est pas la capitale ;
- les Confins d'Eldyn sont une vaste région sauvage qui a récemment obtenu son indépendance de l'Aundair ; elle est dirigée par le puissant druide Oalian, un arbre immense ayant acquis une conscience, et héberge de nombreux rôdeurs et féraux ;
- Cyre était autrefois un pays riche et cultivé, mais un cataclysme de nature inconnue l'a transformé en un désert recouvert d'une brume magique en permanence nommé les Terres du Deuil ; de nombreux survivants se sont exilés, en particulier au Brélande et à Q'barra, et tentent de s'intégrer dans leur nouveau pays ou d'y reconstruire un nouveau Cyre ;
- Dargûn est un pays que des mercenaires gobelinoïdes se sont taillé à la fin de la Dernière Guerre ;
- Les Désolations démoniaques sont un désert peuplé de barbares dont de nombreux orques ; des seigneurs démons y sont piégés et tentent sans cesse de se libérer ;
- Droâm est une nation de monstres dirigée par trois guenaudes ; bien que ce pays, contrairement aux autres, n'est pas reconnu par le traité de Fort-Trône, les monstres qui l'habitent sont indépendants dans les faits ;
- Karrnath est une des cinq nations, un pays militariste qui a employé de larges armées de morts-vivants pendant la guerre ;
- les Marches de l'Ombre sont une vaste étendue marécageuse essentiellement peuplée d'orques ;
- les Plaines de Talante sont habitées par des nomades halfelins montés sur des dinosaures ;
- les Principautés de Lhazâr sont les premières terres de Khorvaire habitées par les humains, une côte décorée d'îles qui appartiennent à des principautés de marchands et de pirates ;
- Q'barra est une jungle peuplée d'hommes-lézards où des colons humains essaient de reformer un nouveau Royaume du Galifar ;
- Thrane était une des cinq nations du royaume de Galifar, mais au cours de la guerre, sa famille royale a perdu le pouvoir au profit d'une théocratie qui vénère la Flamme d'Argent ; la reine n'a plus qu'un rôle protocolaire ;
- Valénar est une nation que des mercenaires elfes se sont taillée au cours de la guerre, à l'emplacement d'anciennes colonies elfiques ; les elfes de Valenar sont des nomades militaristes qui commémorent les hauts faits guerriers de leurs ancêtres l
- Zilargo est un petit pays de gnomes, qui a toujours été semi-indépendant par rapport à Galifar ; les gnomes de Zilargo sont d'excellents diplomates, espions et érudits, et sont les seuls à savoir lier des élémentaires à des cristaux pour créer armes magiques et vaisseaux volants.

#### Les autres continents
Outre Khorvaire au Nord-Ouest, il existe quatre autres grands continents sur la planète d'Eberron : 
- Xen'Drik, au Sud-Ouest, aujourd'hui devenu une jungle profonde ;
- la Sarlonie, au Nord-Est, berceau de l'Humanité ;
- l'Argonesse, au Sud-Est, territoire où vivent les dragons ;
- l'Aërénal, tout proche du Khorvaire, terre des mystérieux elfes.

### Peuples
Ce monde de D&D propose quatre peuples supplémentaires jouables en plus des peuples du manuel des joueurs : les Forgeliers (des créatures mécaniques douées d'intelligence et de conscience), les Changelins (des hybrides de Doppelgängers et d'humain, qui peuvent changer d'apparence), les férals (descendants d'humains et de lycanthropes) et enfin les Kalashtars (des esprits venus de Dal Quor, un plan extradimensionnel, qui ont fusionné avec un corps humain).

## Œuvres composant l'univers de fiction

### Suppléments pour le jeu de rôleDonjons et Dragons

#### 3e édition deDonjons et Dragons
Ouvrages traduits en français :
- Eberron Univers (2005)
- Les Ombres de la Dernière Guerre (2005)
- Sharn la Cité des Tours (2006)
- Les Murmures de l'Epée du Vampire (2006
- L'Etreinte de la Griffe d'Emeraude (2006)
 Aucun supplément VF ne paraîtra en 2007 d'après la société détentrice de la licence D&D en France, Asmodée.

Ouvrages en anglais :
- Eberron Campain Setting (2004)
- Shadows of the Last War (2004)
- Whispers of the Vampire's Blade (2004)
- Sharn City of Towers (2004)
- Grasp of the Emerald Claw (2005)
- Five Nations (2005)
- Magic of Eberron (2005)
- Voyage of the Golden Dragon (2006)
- Player's Guide to Eberron (2006)
- Secrets of Xen’drik (2006)
- Faiths of Eberron (2006)
- DragonMarked (2006)
- Eyes of the Lich Queen (2007)
- Secrets of Sarlona (2007)
- The Forge of War (2007)
- City of Stormreach (2008)

#### 4e édition deDonjons et Dragons
Ouvrages traduits en français :
- Guide des Joueurs d'Eberron (supplément pour le joueur)
- Encyclopédie d'Eberron (supplément pour le maître de jeu)
- La Couronne des Cendres (scénario d'aventure pour échelon héroïque, niveaux 2 à 5)

#### 5e édition deDonjons et Dragons
- Wayfinder's Guide to Eberron (2018)[1]
- Eberron: Rising From the Last War (2019)[2]
- Dungeon Master's Screen: Eberron (2020)

### Romans
Une quarantaine de romans Eberron paraissent en anglais entre 2005 et 2012.

### Bandes dessinées
Plusieurs comics paraissent chez IDW Publishing.

### Jeux vidéo
Deux jeux vidéo sont sortis, adaptés à l'univers du jeu de rôle :
- Dragonshard (jeu de stratégie en temps réel développé par Liquid Entertainment avec la collaboration de Wizards of the Coast, édité par Atari Inc., 2005)
- Dungeons and Dragons Online: Stormreach (MMORPG développé par Turbine, Inc. et édité par Atari Inc., 2006)